# Valle del Tulum
Pour les articles homonymes, voir Tulum (homonymie).

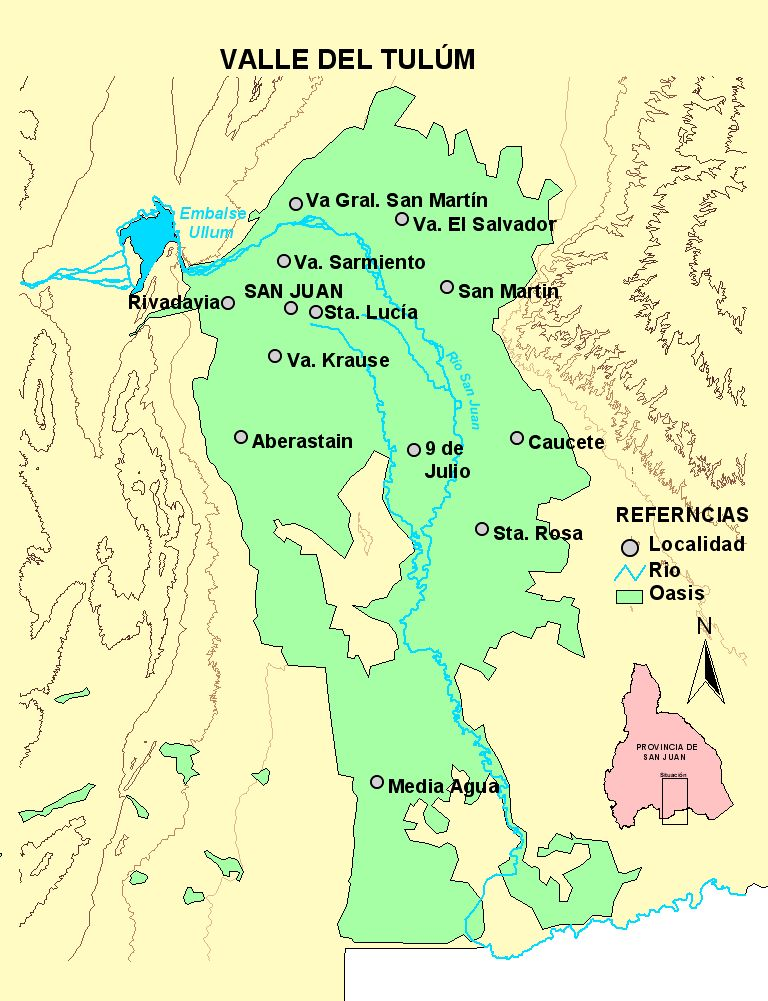
Carte du Valle del Tulúm - En vert : les zones irriguées.

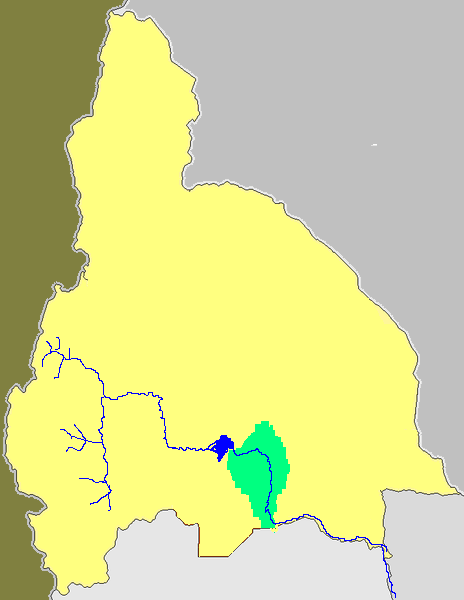
Situation dans la province de San Juan : la tache verte représente le Valle del Tulum, la tache bleue étant le lac d'Ullum. La ligne bleue indique le parcours du río San Juan.

Le Valle del Tulum (en français Val de Tulum) est une grande oasis située dans la province argentine de San Juan. Il se présente avant tout comme une zone où prédomine la culture de la vigne et est le second producteur de vin du pays. Il est irrigué par le río San Juan. C'est la principale oasis agricole de la province de San Juan ; l'énorme majorité de la population de cette dernière s'y concentre. 

## Géographie
Le Valle del Tulum est situé au centre-sud de la province de San Juan, au centre-ouest de la République Argentine. Il est entouré d'un relief très accidenté et profondément aride. À l'ouest s'élève la Sierra Chica de Zonda, un système montagneux appartenant à la précordillère de San Juan. À l'est se trouvent les Sierras de Pie de Palo, qui font partie du système des Sierras pampéennes, et au nord les Serranías de Villicúm, système appartenant aussi à la précordillère. Au sud le Valle del Tulum s'ouvre sur une large zone hautement désertique.
Le Valle de Tulum s'étend ainsi dans le sens nord-sud, à 31 - 32º de latitude sud, sur les deux rives du río San Juan, et ce sur une longueur approximative de 100 kilomètres et une largeur variable allant de 5 à 50 km. L'altitude moyenne est de 630 mètres.

### Climat
Le climat est désertique, avec de rares précipitations, une aridité considérable et une importante oscillation thermique tant annuelle que journalière. Les températures oscillent entre les 34 °C de moyenne en janvier, pouvant atteindre 44 °C, et les 8 °C de moyenne de juillet. Ce mois-là les gelées sont quotidiennes et l'on peut enregistrer des minimas absolus de -8 °C. Aucun mois ne se caractérise par des précipitations dépassant 20 mm. On observe en été des chutes de grêle, affectant négativement l'activité agricole.

### Hydrographie

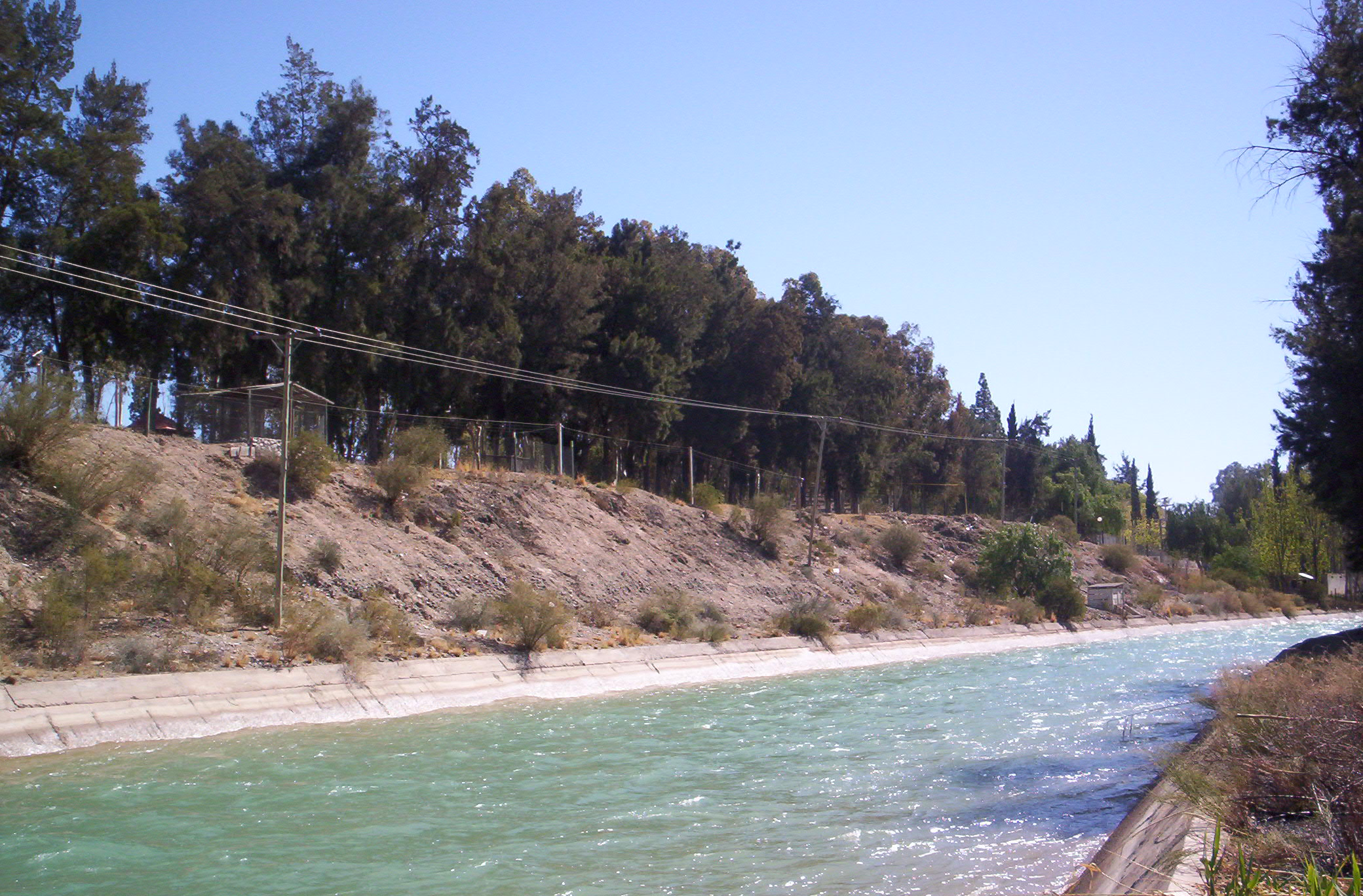
Canal d'irrigation central

Le Valle del Tulúm est principalement irrigué par le río San Juan.
Pour bien utiliser ses eaux, plusieurs barrages ou digues ont été construites, et parmi elles le barrage d'Ullum. Le système d'irrigation du barrage d'Ullum consiste en canaux et rigoles construits en ciment. L'ensemble naît à partir d'une digue qui amène l'eau de la rivière vers un canal central, lequel dirige l'eau vers une deuxième digue, ou digue de répartition. Au départ de ce second barrage, l'eau est répartie dans des canaux secondaires. Il s'agit de trois canaux : le Canal Norte, approvisionne toute la zone nord et est de l'oasis, le Canal Ciudad ou Canal Benavides, est chargé de fournir l'eau pour la zone urbaine, et le Canal Céspedes est chargé d'approvisionner la zone sud du Valle del Tulum.

## Population
Sur le territoire du Valle se concentre quasi 90 % du total de la population de la province de San Juan. La plus forte concentration se trouve sur les rives nord du lit du río San Juan. Cette agglomération ou Gran San Juan, a une population d'environ 468.000 habitants selon les estimations de l'INDEC (institut argentin des statistiques) pour 2010.

## Économie

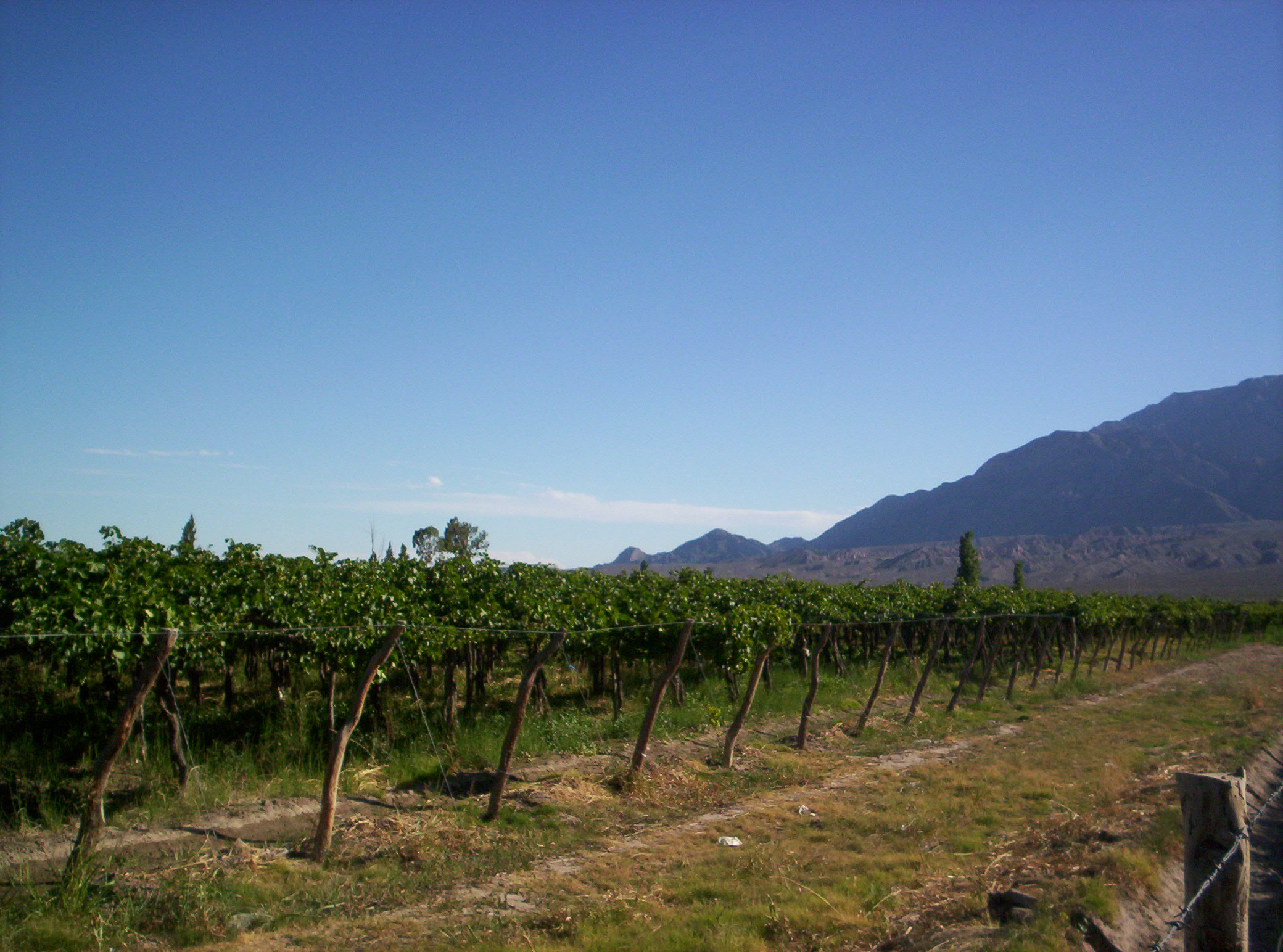
Vignobles dans le département de Pocito.

L'économie du Valle del Tulum est centrée sur l'agriculture, et principalement sur la culture de la vigne pour la production de vin. D'autres productions agricoles se sont cependant développées. C'est le cas du raisin de table, du melon, de l'olivier, des coings et de l'abricot, ainsi que de diverses productions horticoles orientées vers l'exportation : raisin de Corinthe, ail, oignon, maïs, asperge et tomate.
L'industrie est assez logiquement centrée sur l'agro-industrie, et spécialement celle du 
vin. La bodega fut et reste le principal établissement industriel 
du Valle del Tulum. 
Les politiques de promotion industrielle ont mis l'accent sur, outre l'agro-industrie, des productions non traditionnelles comme la mécanique, les plastiques, les substances chimiques, le papier et les textiles.
Ces dernières années, cette région a commencé à obtenir des revenus appréciables des activités touristiques, grâce à des sites bien aménagés et attractifs comme le lac d'Ullum. De plus un tourisme thématique s'est développé en relation avec la vitiviniculture, avec la création des Rutas del Vino (Routes du Vin).
Le Musée du vin Santiago Graffigna se situe dans la vallée. Il appartient à la famille Graffigna qui possède des vignes sur ce terroir depuis 1870. La création du musée est plus récente, il a été construit au cours de l'année 2002 et inauguré en novembre 2003. Le musée dispose de nombreuses archives photographiques et sonores. Un auditorium a été installé dans une cave où se trouvaient les anciens pressoirs. La visite se termine au Bar à vins pour déguster la production du domaine

## Sources
- (es) Cet article est partiellement ou en totalité issu de l’article de Wikipédia en espagnol intitulé « Valle del Tulum » (voir la liste des auteurs).